# Stuart Hood
Stuart Hood (* 17. Dezember 1915 in Edzell, Schottland; † 31. Januar 2011) war ein britischer Schriftsteller, Übersetzer und Fernsehmacher.

## Leben
Stuart Clink Hood wurde in einer Lehrerfamilie geboren, begann schon als Kind Fremdsprachen zu lernen, studierte an der Universität Edinburgh englische Literatur und machte dann eine Lehrerausbildung. Während des Studiums engagierte er sich in der Jugendorganisation der Kommunistischen Partei Großbritanniens. 1940 meldete er sich zur britischen Armee, wurde zuerst Kraftfahrer, dann wegen seiner Sprachkenntnisse Nachrichtenoffizier. Hood kämpfte in Abessinien, im Irak und Nordafrika, verifizierte unter anderem Informationen, welche die Engländer durch die Entzifferung des deutschen Nachrichtenverkehrs mithilfe der Enigma-Maschine gewonnen hatten. 1943 wurde er bei einer Panzerschlacht von italienischen Truppen gefangen genommen und in ein Kriegsgefangenenlager in Norditalien verbracht. 1943, nach der vorübergehenden Absetzung Mussolinis, waren die italienischen Wachen um das Lager plötzlich verschwunden, und 400 britische Offiziere sahen sich in eine prekäre Freiheit versetzt. Hood entschied sich, mit einem Kollegen den Apennin zu überqueren, da er hoffte, auf die von Süden vorrückenden alliierten Truppen zu treffen. Nach einem Winter, den er halb als Flüchtling, halb als Tagelöhner verbrachte, schloss er sich im Frühling 1944 in der Toskana den italienischen Partisanen an und kämpfte gegen faschistische Milizen und deutsche Truppen. Über seine Kriegserfahrungen hat er einen eindrücklichen autobiografischen Bericht verfasst (Pebbles from my Skull, 1963, überarbeitet unter dem Titel Carlino 1985, deutsch Carlino, 2002); und er hat auch über seinen späten Nachruhm reflektiert, der ihm als Partisanenführer Carlino in Italien entgegengebracht wurde, wobei ihn verschiedene politische Strömungen versuchten, für sich zu vereinnahmen.  Nach der Befreiung Italiens kehrte er nach England zurück, überquerte mit den vorrückenden britischen Truppen den Rhein und arbeitete dann als Nachrichtenoffizier im besiegten Deutschland. Dabei besuchte er auch den mit Publikationsverbot belegten Ernst Jünger, dessen Buch  Auf den Marmorklippen er als Quelle für die Beschreibung einer totalitären Herrschaft übersetzte.
In England arbeitete er nach dem Weltkrieg als Journalist, zuerst beim deutschen, dann beim italienischen Dienst der BBC, dessen Leitung er übernahm. Vom damaligen Generaldirektor der BBC, Hugh Carleton Greene, wurde er zum stellvertretenden Chef der Nachrichtenabteilung beim BBC-Inlanddienst und 1959 zum Programmverantwortlichen beim neu entstandenen BBC-Fernsehen ernannt. Als solcher ermutigte er Regisseure wie David Mercer und Ken Loach zu frühen Fernsehfilmen und initiierte die erste realistische Polizeiserie, Z-Cars, die zwischen 1962 und 1978 in 667 Episoden ausgestrahlt wurde. In seine Verantwortung fiel auch die bahnbrechende Satiresendung That Was The Week That Was.  1964 wechselte Hood kurzfristig zu einem Privatsender und wirkte dann als unabhängiger Filmemacher. 1974 wurde er zum Professor für Film und Medien am Royal College of Art in London ernannt, wo er Debatten um ein engagiertes Filmemachen anstieß. Zugleich veröffentlichte und edierte er verschiedene Bücher zu den neuen Massenmedien. »Durch die Vielfältigkeit seiner Interessen und seiner Fähigkeiten hat Hood einen einmaligen Beitrag im Medienbereich geleistet.« (Robert Ferguson)
Hood verstand sich, trotz der Enttäuschung durch den stalinistischen Kommunismus, immer als »reueloser Sozialist«  und geriet deshalb sowohl bei der BBC wie beim Royal College of Art in Konflikt mit den vorgesetzten Behörden. Mitte der 1970er Jahre war er kurzfristig Mitglied der trotzkistischen Workers Revolutionary Party, die vor allem durch die Mitgliedschaft des Weltstars Vanessa Redgrave bekannt wurde.  Zudem wirkte er als Vizepräsident von ACTT (Association of Cinematograph and Television Technicians), der Gewerkschaft der Medienschaffenden.
Bereits in den 1950er Jahren hatte Hood zwei belletristische Bücher veröffentlicht, die er später als misslungen ansah. 1963 erschien der autobiografische Bericht Pebbles from my Skull  über seine Erfahrungen im Partisanenkampf. Ende der 1970er Jahre wandte sich Hood vermehrt dem Übersetzen zu. Bereits in der unmittelbaren Nachkriegszeit hatte er den 1938 nach London emigrierten Erich Fried kennengelernt; jetzt übertrug er dessen Werke, etwa die Liebesgedichte. Er edierte auch Theaterstücke von Dario Fo und wirkte bei Theateraufführungen in England als Simultanübersetzer mit.
Mitte der 1980er Jahre, mit 70 Jahren, begann die literarisch produktivste Phase von Hoods Leben. Er überarbeitete seinen autobiografischen Bericht, schrieb innerhalb einer Dekade fünf Romane sowie zwei Bände für die Reihe …for Beginners  und übersetzte Bücher unter anderem von Pier Paolo Pasolini. Die Romane thematisieren zentrale politische Konflikte im kurzen 20. Jahrhundert. The Upper Hand (1987) behandelt den Kalten Krieg und den Systemkonflikt; The Book of Judith  (1995) verschränkt die Aufarbeitung des Spanischen Bürgerkriegs mit dem Ende der Franco-Herrschaft;  The Brutal Heart (1987),  2008 auf Deutsch unter dem Titel Das verrohte Herz erschienen, handelt den deutschen Terrorismus der Rote Armee Fraktion ab. Es beruht auf authentischen Begegnungen mit deutschen Studentenpolitikern bei Erich Fried und konfrontiert die Frage des Abgleitens in die Gewalt bei der westeuropäischen Stadtguerilla mit den Erfahrungen des antifaschistischen Widerstands im Zweiten Weltkrieg.
Bis 2005 schrieb Hood noch gelegentlich Artikel und mischte sich mit Leserbriefen in aktuelle politische Debatten, etwa zur Folter im Irak, ein. Seither lebte er, aus der Öffentlichkeit zurückgezogen, in Brighton.
In den letzten Jahren hat Hoods Leben und Werk eine kleine Renaissance erlebt. So fanden 2015 zu seinem hundertsten Geburtstag zwei Konferenzen in Edinburgh bzw. London statt. Sie haben zu einem Buch mit dem Titel Stuart Hood: Twentieth-Century Partisan geführt, das die verschiedenen Facetten von Hoods Leben in einem Dutzend Beiträge beleuchtet, zum Teil von Zeitgenossen verfasst, die ihn noch gekannt haben, zum Teil von jüngeren Wissenschaftlerinnen und Wissenschaftlern. Im Januar 2021 fand eine weitere internationale Konferenz, per Zoom-Link, statt, an der fünfzehn Vortragende aus mehreren Ländern teilnahmen. Auf Deutsch liegen mittlerweile drei Bücher von Hood vor; zuletzt, im Herbst 2020, erschien Das Buch Judith.

## Sachbücher
- Pebbles from my Skull. London: Hutchinson 1963, London: Quartet Books 1973. 
  - Neuausgabe: Carlino. Manchester: Carcanet 1985.
  - Deutsche Übersetzung: Carlino. Aus dem Englischen und mit einem Nachwort von Stefan Howald. Zürich: edition 8, 2002. ISBN 3-85990-039-0.
- A Survey of Television. London: Heinemann 1967.
- The Mass Media. London: Macmillan 1972.
- Radio and Television. Newton Abbot/UK; North Pomfret, Vermont/USA: David and Charles, 1975.
- (mit Thalia Tabary-Petterssen) On Television. London/Chicago: Pluto Press 1980. 4th revised edition 1997.
- (mit Garret O’Leary) Questions of Broadcasting. London: Methuen 1990.
- (mit Litza Jansz) Fascism for Beginners. Cambridge: Icon Books 1993. unter dem Titel Introducing Facism. Kitchener/Can: Totem Books 1994.
- (mit Haim Bresheeth und Litza Jansz): Introducing the Holocaust. Kitchener/Can: Totem Books 1994
- (Herausgeber) Behind the Screens: The Structure of British Broadcasting in the 1990s. London: Lawrence and Wishart, 1994.
- Marquis de Sade for Beginners. Cambridge: Icon Books 1999.

## Romane
- The Circle of the Minotaur; The Fisherman’s Daughter. London: Routledge&Kegan Paul 1950.
- Since the Fall. London: Weidenfeld&Nicolson 1955.
- In and Out the Windows. London: Davis-Poynter 1974.
- A Storm from Paradise. Manchester: Carcanet 1985.
- The Upper Hand. Manchester: Carcanet 1987.
- The Brutal Heart. Manchester: Carcanet 1989. Deutsche Übersetzung: Das verrohte Herz. Aus dem Englischen und mit einem Nachwort von Stefan Howald. Zürich: edition 8, 2008. ISBN 978-3-85990-137-7.
- A Den of Foxes. London: Methuen 1991.
- The Book of Judith. Manchester: Carcanet 1995. Deutsche Übersetzung: Das Buch Judith. Aus dem Englischen und mit einem Nachwort von Stefan Howald. Zürich: edition 8, 2020.

## Übersetzungen
- Ernst Jünger: On the Marble Cliffs. London: John Lehmann 1947. Neuauflage, mit einer Einleitung von George Steiner. Harmondsworth: Penguin 1970.
- Ernst Jünger: The Peace. Hinsdale/USA: Henry Regnery Company 1948.
- Ernst Jünger: African Diversions. London: John Lehmann 1954.
- Theodor Plivier: Moscow. St Albans: Mayflower 1976.
- Hans Magnus Enzensberger: Raids and Reconstructions. Essays on Politics, Crime and Culture. London: Pluto Press 1976.
- Erich Fried: One Hundred Poems without a Country. London: Calder 1978.
- (Herausgegeben und mit einer Einleitung versehen) Dario Fo: Elizabeth: Almost by Chance a Woman. Translated by Gillian Hanna. London: Methuen 1987
- (Herausgegeben und mit einer Einleitung versehen) Dario Fo: Mistero buffo. Comic Mysteries. Translated by Ed Emery. London: Methuen 1988.
- Erich Fried: Love Poems. London: Calder 1991.
- Pier Paolo Pasolini: Theorem. London: Quartet Books 1992.
- Pier Paolo Pasolini: The Letters. London: Quartet Books 1992.
- Gianni Celati: Appearances. New York: Serpent’s Tail 1992.
- Aldo Busi: Sodomies in Eleven-Point. Winchester/USA: Faber 1993
- Enrico Palandri: The Way Back. New York: Serpent’s Tail 1994.